# Tell Me Your Wish (Genie)
Tell Me Your Wish (Genie) (kor. 소원을 말해봐 (Genie), Sowoneul Malhaebwa (Genie)) – drugi minialbum południowokoreańskiej grupy Girls’ Generation, wydany 26 czerwca 2009 roku przez wytwórnię SM Entertainment.
Album zdobył w 2009 roku Nagrodę Główną za cyfrowe wydanie podczas rozdania „Golden Disk Awards”.

## Lista utworów
| Nr | Tytuł                                                                             | Słowa                              | Kompozycja                                                                                       | Aranżacja                  | Czas |
| -- | --------------------------------------------------------------------------------- | ---------------------------------- | ------------------------------------------------------------------------------------------------ | -------------------------- | ---- |
| 1. | "Tell Me Your Wish (Genie)" (kor. 소원을 말해봐 (지니) Sowoneul Malhaebwa (Jini)) | Yoo Young-jin                      | Anne Judith Wik, Robin Jensen, Ronny Svendsen, Nermin Harambasic, Fridolin Nordsø, Yoo Young-jin | Yoo Han-jin                | 3:50 |
| 2. | "Etude"                                                                           | Hwang Sung Je (BJJMusic), Yoo Jeni | Hwang Sung Je (BJJMusic)                                                                         | Hwang Sung Je (BJJMusic)   | 3:13 |
| 3. | "Girlfriend" (kor. 여자친구 Yeojachingu)                                          | Kim Jung-bae                       | Kenzie                                                                                           | Kenzie                     | 3:19 |
| 4. | "Boyfriend" (kor. 남자친구 Namjachingu)                                           | Kim Ji-hoo                         | Carsten Lindberg, Joachim Svares                                                                 | The Great Danes i JoJo Bee | 3:50 |
| 5. | "My Child" (kor. 동화 Donghwa)                                                    | Hwang Sung Je (BJJMusic), Yoo Jeni | Hwang Sung Je (BJJMusic)                                                                         | Hwang Sung Je (BJJMusic)   | 3:36 |
| 4. | "One Year Later" (kor. 1 년 後 1 nyeon hu) (Jessica and Onew)                     | Kim Jin-hwan                       | Kim Jin-hwan                                                                                     | Kim Jin-hwan               | 4:01 |